# Christophe Lèguevaques
 (juillet 2025).
Christophe Lèguevaques, né le 2 décembre 1968, est un avocat français inscrit au barreau de Paris. Originaire de Toulouse, il se fait connaitre en multipliant les regroupements d'actions individielles via une ptaforme internet, MyLeo.

## Biographie

### Formation
Issu d'un milieu modeste, Christophe Lèguevaques est élève au lycée Berthelot de Toulouse. Diplômé de l'Université Toulouse 1 Capitole, il possède une maîtrise de droit privé. En 2000, sous la direction du Professeur Corinne Saint-Alary-Houin, il soutient sa thèse : « La prévention et le traitement des "faillites" bancaires ».

### Activité professionnelle
À partir de 1992, il travaille chez Jeantet & Associés.
En 1999, il cofonde le cabinet CLE avocats associés.
À partir de 2007, il représente l'association SOS Irradiés 31 regroupant des patients traités pour des tumeurs cérébrales à l'hôpital Rangueil qui ont reçu des surdoses de radiations. Une plainte est déposée en janvier 2008 pour mise en danger de la vie d'autrui, coups et blessures non intentionnels et homicides non intentionnels. En 2013, suivant les réquisitions du Parquet de Paris selon lesquelles il y a eu « erreur » et non « faute » dans l'étalonnage de la machine, le juge d'instruction prononce un non-lieu. La décision devient définitive en appel.
Pendant l'instruction de l'affaire AZF, il est l'avocat de l’Association des sinistrés du 21 septembre 2001 ; il dépose notamment une citation directe à l'encontre de Total afin que l'entreprise réponde pénalement de ses actes,. En février 2009, quelques jours avant le début du procès, il décide en accord avec Frédéric Arrou, président de l'association, de confier la défense des intérêts de cette dernière à d'autres avocats pour défendre ceux de la mairie de Toulouse, également partie civile. Une décision que Me Lèguevaques assume pleinement, mais qui n'a cependant pas été sans susciter quelques remous.
En 2014, il devient actionnaire du Journal Toulousain et joue le rôle de conseiller juridique.
En 2015, il annonce sur son blog vouloir saisir la justice, à la demande de « républicains » dont il souhaite taire le nom, pour contester la légalité du dépôt à l'INPI, par l'UMP, de la marque "Les Républicains", qualificatif qui appartiendrait à l'ensemble des Français. A cette occasion, l'ancien bâtonnier de Toulouse questionne ses pratiques professionnelles au regard d'un éventuel démarchage de clients et de la demande de versement d'une certaine somme dont la finalité n'est pas précisée. L'avocat conteste cette polémique en expliquant qu'il a été sollicité au préalable et que les sommes versées constituent des honoraires,. Statuant en référé, la justice considère, in fine, que le « trouble manifestement illicite » et le « dommage imminent » ne sont pas démontrés par les requérants.

#### Regroupement d'actions individuelles
En 2016, il fonde la plateforme MySMARTcab, devenue ultérieurement MyLeo, dont l'objectif est de regrouper des actions individuelles (à ne pas confondre avec les  actions collectives permises par la loi Hamon) et, selon ses dires, de devenir une « arme anti-lobby ». L'une des premières cibles de la plateforme concerne la pratique de l'année lombarde. Selon Le Monde, en passant par cette sorte de « class action », il s'agit de mutualiser les coûts tout en facturant « au client leur forfait classique d’accompagnement ». Les résultats, et notamment les indemnités obtenues, sont très variables selon le cas particulier de chaque plaignant, certains pouvant être indemnisés et d'autres pas.
À partir de 2017, il représente les intérêts de patients victimes d'effets indésirables qui seraient liés à la nouvelle formule du Levothyrox et réclame une indemnité forfaitaire de 10 000 euros pour chaque individu pour « défaut d'information » et « préjudice d'angoisse »,. En juin 2020, la Cour d'appel de Lyon juge que Merck a commis une « faute » et condamne le laboratoire à verser à chaque plaignant une somme de 1 000 euros. Dans son arrêt du 16 mars 2022, la Cour de cassation rejette le pourvoi de Merck et confirme l'arrêt de la Cour d'appel de Lyon. Présenté comme une victoire pour les malades, cette décision constitue une importante évolution de la jurisprudence : à côté de la responsabilité des produits défectueux, il est, à présent, possible de rechercher la responsabilité d'un fabricant de médicament sur le droit commun de la faute. De plus, cette jurisprudence reconnait l'existence d'un préjudice moral temporaire résultant du défaut d'informations. En 2021, une procédure similaire est lancée contre l'ANSM,.
À partir de 2018, il recueille via sa plateforme les témoignages d'individus se disant perturbés par l'installation d'un compteur Linky. Début 2019, le juge des référés autorise treize personnes souffrant d'hypersensibilité — constatée par certificat médical — à refuser l'installation d'un tel compteur mais déboute environ 200 autres plaignants qui arguaient, pour leur part, du droit à la vie privée.
En octobre 2019, les opposants à la privatisation de l'aéroport Toulouse-Blagnac qu'il représente voient leur recours rejeté par le Conseil d'Etat. Celui-ci casse un arrêt de la Cour administrative d'appel de Paris en considérant « que la décision de sélection de l’acquéreur a été prise à l’issue d’une procédure régulière » ce qui valide de facto la privatisation. L'avocat critique une décision qu'il estime « politique ». En parallèle, il dépose devant le Conseil constitutionnel un mémoire par la voie de la « porte étroite citoyenne »,.
La même année, il est chargé par différentes associations de réclamer à l'Etat une indemnisation pour l'exposition des Antillais au chlordécone, insecticide utilisé jusqu'au début des années 1990. L'avocat propose également de créer une commission relative à la responsabilité d'autres acteurs impliqués dans l'affaire (industriels, groupements de planteurs, élus). Quelques mois plus tard, le tribunal administratif de Paris est saisi par 500 requérants réclamant la reconnaissance d'un préjudice moral. En juin 2022, le tribunal administratif de Paris a reconnu les "négligences fautives de l'Etat" dans la gestion du Chlordécone, tout en rejetant les demandes d’indemnisation des plaignants pour préjudice d’anxiété. La procédure est soumise à la cour administrative de Paris, qui reconnait le préjudice d'anxiété pour  seulement 9 des 1300 plaignants. 
En 2020, il lance une procédure afin que les médecins puissent prescrire de l'hydroxychloroquine dans le cadre de la pandémie de Covid-19. Quoiqu'en règle avec la déontologie, cette initiative ainsi que la plateforme créée à cette occasion — renommée ultérieurement MyLeo —, sera questionnée par certains de ses confrères pénalistes et civilistes. 
En janvier 2022, il lance via la plateforme MyLeo une action collective contre Renault en raison de moteurs TCE 1.2 présentés comme viciés et pouvant porter atteinte à la sécurité des usagers. Surles mêmes modalités,il regoupe des actions contre Philips en lien avec des appareils respiratoire et contre  les airbags Takata. 

#### Prises de position
En 2014, en lien avec l'affaire Paul Bismuth, il figure parmi les signataires d'une tribune soutenant que les écoutes visant des avocats sont légales, sous couvert de « respect des procédures » et des « garanties d'indépendance et d'impartialité » attachées au juge qui les ordonne.
Le 1er février 2024, il co-signe aux côtés d'autres avocats une tribune dénonçant le non-renouvellement de l'agrément accordé à Anticor retirant ainsi à l'association anti-corruption la possibilité d'agir en justice - une décision qu'ils jugent discrétionnaire et préoccupante au plan démocratique.

### Activités politiques
En 2005, il anime un comité politique à Toulouse en faveur du oui à la ratification au Traité établissant une Constitution pour l'Europe.
En 2007, il se présente à la primaire socialiste de Toulouse visant à désigner le candidat de la gauche pour l'élection municipale de 2008. À cette occasion, il anime le montoulouse.fr qu'il revendique comme un « laboratoire d'idées ». Si ses adversaires parlent d'un homme « assez prétentieux [...] sûr de sa compétence et de son talent » qui n'est pas entré dans une démarche collective, l'intéressé attribue, quant à lui, sa défaite au fonctionnement « féodal et clanique » du PS. Après cet épisode, il part vivre deux ans à Pondichéry. Il quittera aussi le Parti socialiste mais, selon L'Humanité en 2012, en restera « proche ».

## Ouvrages
- Droit des défaillances bancaires, Paris, Economica, 2002, 655 p.,  (ISBN 978-2-7178-4376-7)
- Toulouse a-t-elle un avenir ?, ACT Éditeur, 2007,  (ISBN 978-2-9529557-0-6)
- Vade mecum INDIA : l'avenir de Toulouse/Midi-Pyrénées passe-t-il par l'Inde ?, ACT Éditeur, 2011,  (ISBN 978-2-9529557-1-3)